# Martin Ohst
Martin Ohst (* 12. März 1957 in Hamburg) ist ein deutscher evangelischer Theologe und war von 1998 bis 2023 Inhaber des Lehrstuhls für Historische und Systematische Theologie an der Bergischen Universität Wuppertal.
Nach einem Studium der Evangelischen Theologie und Anglistik in Hamburg, Erlangen und Kiel legte er 1982 das Erste Theologische Examen ab. 1988 wurde er zum Dr. theol. promoviert, 1994 erfolgte die Habilitation im Fach Kirchengeschichte. Von 1994 bis 1996 absolvierte er ein berufsbegleitendes Vikariat und legte das Zweite Theologische Examen ab; die Ordination folgte 1998.
1996 wurde er auf eine Professur für Kirchengeschichte an der Friedrich-Schiller-Universität Jena berufen; 1998 folgte der Ruf auf den Lehrstuhl für Historische und Systematische Theologie an der Bergischen Universität – Gesamthochschule Wuppertal (heute: Bergische Universität Wuppertal). 2023 wurde Ohst emeritiert.
Ohsts Forschungsschwerpunkte sind die Theologie- und Kirchengeschichte des Mittelalters und der Neuzeit, neuere englische Kirchengeschichte und die Geschichte der Beziehungen zwischen der römisch-katholischen und der evangelischen Kirche.

## Schriften (Auswahl)
- Schleiermacher und die Bekenntnisschriften. Eine Untersuchung zu seiner Reformations- und Protestantismusdeutung (= Beiträge zur Historischen Theologie, Bd. 77). Mohr, Tübingen 1989 (zugl. Dissertation), ISBN 3-16-145480-4.
- Mitarbeit: Friedrich Schleiermacher, Kritische Gesamtausgabe. Bd. I/10: Theologisch-dogmatische Abhandlungen, hrsg. von Hans-Friedrich Traulsen, Berlin/New York 1990 (S. VI-XIV, XXXVI-XLV, LXXXVIII-CXII, 3–15, 119–144, 397–426).
- Glaube und Wunder in der Jesus-Überlieferung, in: Harald Petri (Hrsg.): Wahrnehmung und Wirklichkeit. Im Horizont der Wahrnehmung. Das Ich, das Du, die anderen und die Dinge (= Praktische Psychologie, Bd. 13), Bochum 1990, S. 146–168.
- Ritschl als Dogmenhistoriker, in: Joachim Ringleben (Hrsg.): Gottes Reich und menschliche Freiheit (= Göttinger Theologische Arbeiten, Bd. 46), Göttingen 1990, S. 112–130 (Französische Übersetzung u. d. Titel: Entre Baur et Harnack: Albrecht Ritschl, Théoricien de l'histoire des dogmes), in: Pierre Gisel, Dietrich Korsch, J.  M. Tétaz (Hrsg.): Albrecht Ritschl (= Lieux Théologiques, vol. 19), Genf 1991, S. 135–155; darin: Apercu biographique, S. 29–34.
- Theodor Kliefoths „Einleitung in die Dogmengeschichte“ – Ein Beitrag zur Genese des „Neuluthertums“, in: Kerygma und Dogma 38, 1992, Heft 1, S. 47–70.
- Elisabeth von Thüringen in ihrem kirchengeschichtlichen Kontext, in: Zeitschrift für Theologie und Kirche 91, 1994, S. 424–444.
- Späte Helmstedter Irenik zwischen Politik und Theologie, in: Jahrbuch der Gesellschaft für Niedersächsische Kirchengeschichte 92, 1994, S. 139–170.
- Pflichtbeichte. Untersuchungen zum Bußwesen im Hohen und Späten Mittelalter (= Beiträge zur Historischen Theologie, Bd. 89). Mohr, Tübingen 1995 (zugl. Habilitationsschrift), ISBN 3-16-146375-7.
- De Wette als theologischer Ethiker neben Schleiermacher, in: Theologische Zeitschrift 51, 1995, S. 151–173.
- Hrsg. (mit K.-M. Kodalle): Fichtes Entlassung. Der Atheismusstreit vor 200 Jahren (= Kritisches Jahrbuch der Philosophie, Bd. 4), Würzburg 1999.
- Einheit in Wahrhaftigkeit. Molans Konzept der kirchlichen Reunion, in: Hans Otte, Richard Schenk (Hrsg.): Die Reunionsgespräche im Niedersachsen des 17. Jahrhunderts. Rojas y Spinola – Molan – Leibniz (= Studien zur Kirchengeschichte Niedersachsens, Bd. 37), Göttingen 1999, S. 133–155.
- Johann Hinrich Wichern. Versuch einer kirchengeschichtlichen Einordnung, in: PuN 25/1999, S. 158–181.
- Emanuel Hirsch und die Predigt, in: K. Raschzok (Hrsg.): Zwischen Volk und Bekenntnis. Praktische Theologie im Dritten Reich, Leipzig 2000, S. 127–149.
- Hrsg. (mit Kurt Erlemann): Freundesgabe für Wilfried Eckey zum 70. Geburtstag, Wuppertal 2000.
- Schleiermacher und die Kirche, in: Fr. Huber (Hrsg.): Reden über Religion – 200 Jahre nach Schleiermacher (= Veröffentlichungen der Kirchlichen Hochschule Wuppertal, NF Bd. 3), Neukirchen/Wuppertal 2000, S. 50–81.
- Gestalten des Spätmittelalters. Häretiker und Prediger, Seelsorger und Reformer, in: Theologische Rundschau 67, 2002, S. 156–200.
- Der I. Weltkrieg in der Perspektive Emanuel Hirschs, in: Thomas Kaufmann, H. Oelke (Hrsg.): Evangelische Kirchenhistoriker im ‚Dritten Reich‘, Gütersloh 2002, S. 64–121.
- „Reformation“ versus „Protestantismus“? – Theologiegeschichtliche Fallstudien, in: Zeitschrift für Theologie und Kirche 99, 2002, S. 441–479.
- Die Lutherdeutungen Karl Holls und seiner Schüler Emanuel Hirsch und Erich Vogelsang vor dem Hintergrund der Lutherdeutung Albrecht Ritschls, in: Rainer Vinke (Hrsg.): Lutherforschung im 20. Jahrhundert. Rückblick – Bilanz – Ausblick (= Veröffentlichungen des Instituts für Europäische Geschichte, Beiheft 62), Mainz 2004, S. 19–50.
- Gestalten des Spätmittelalters II: Theologen, in: Theologische Rundschau 70, 2005, S. 81–115.
- Von Tyndale zu Laud. Ein problemgeschichtlicher Durchgang durch die Frühgeschichte des englischen Protestantismus, in: N. Slenczka, W. Sparn (Hrsg.): Luthers Erben. Festschrift J. Baur, Tübingen 2005, S. 137–168.
- Experience of Providence. Religion, Politik und Gewalt in England (1642–1660), besonders bei Oliver Cromwell, in: F. Schweitzer (Hrsg.): Religion, Politik und Gewalt, Gütersloh 2006, S. 510–533.
- Emanuel Hirsch: Antithetische Vertiefung. Die Bedeutung des Alten Testaments für den christlichen Glauben, in: Th. Wagner, D. Vieweger, Kurt Erlemann (Hrsg.): Kontexte. Biografische und forschungsgeschichtliche Schnittpunkte der alttestamentlichen Wissenschaft. Festschrift H. J. Boecker, Neukirchen 2008, S. 191–222.
- Das 13. Jahrhundert, in: Thomas Kaufmann, Raymund Kottje, Moeller, Wolf (Hrsg.): Ökumenische Kirchengeschichte. Bd. 2, Darmstadt 2008, S. 63–119.
- Augustinus-Deutungen des protestantischen Historismus, in: Norbert Fischer (Hrsg.): Augustinus. Spuren und Spiegelungen seines Denkens. Bd. 2: Von Descartes bis zur Gegenwart, Hamburg 2009, S. 147–195.
- Das Martyrium in der deutschen und in der englischen Reformation – Martyrdom in the German and English Reformations, in: Dorothea Wendebourg (Hrsg.): Sister Reformations – Schwesterreformationen. The Reformation in Germany and in England – Die Reformation in Deutschland und in England. Mohr, Tübingen 2010, S. 235–270.
- Schleiermachers Kanonkritik zwischen Semler und Harnack, in: P. Mähling (Hrsg.): Orientierung für das Leben. Festschrift M. Schulze, Münster 2010, S. 259–287.
- Aus den Kanondebatten in der Evangelischen Theologie des 19. Jahrhunderts. In: Eve-Marie Becker, Stefan Scholz (Hrsg.): Kanon in Konstruktion und Dekonstruktion. Kanonisierungsprozesse religiöser Texte von der Antike bis zur Gegenwart. De Gruyter, Berlin/Boston 2011, S. 39–70.
- Dogmenkritik bei Semler und Schleiermacher. In: Ulrich Barth, Christian Danz, Wilhelm Gräb, Friedrich Wilhelm Graf (Hrsg.): Aufgeklärte Religion und ihre Probleme. Schleiermacher – Troeltsch – Tillich. De Gruyter, Berlin/Boston 2013, S. 617–645.
- Abt Molan und die Ökumene, in: H. Hirschler, Hans Otte, Chr. Stäblein (Hrsg.): Wort halten – gestern, heute, morgen. Festschrift zum 850jährigen Jubiläum des Klosters Loccum, Göttingen 2013, S. 177–204.
- Freiheit zum Glauben oder Freiheit des Glaubens – Freiheit der Kirche oder Freiheit des Christen. Historische Perspektiven. In: Martin Laube (Hrsg.): Freiheit (= Themen der Theologie, Bd. 7). Mohr, Tübingen 2014, S. 59–118.
- Urheber und Zielbild wahren Menschseins – Jesus Christus in der Kirchengeschichte. In: Jens Schröter (Hrsg.): Jesus Christus (= Themen der Theologie, Bd. 9). Mohr, Tübingen 2014, S. 119–180.
- Regieren als Beruf. Martin Luther und die Obrigkeit. In: Jörg Dierken, Dirk Evers (Hrsg.): Religion und Politik. Historische und aktuelle Konstellationen eines spannungsvollen Geflechts. Lang, Bern 2016, S. 32–51.
- Protestantische Kirchenunionen im 19. Jahrhundert. In: Una Sancta 72, 2017, S. 17–29.
- Vom Leistungsprinzip zum Bildungsgedanken. Motive und Tendenzen in Martin Luthers Verständnis der Buße. In: BThZ 34, 2017, S. 47–72.
- Mit Dorothea Wendebourg, Andreas Stegmann (Hrsg.): Protestantismus, Antijudaismus, Antisemitismus. Konvergenzen und Konfrontationen in ihren Kontexten. Mohr, Tübingen 2017, ISBN 978-3-16-155102-4.
- Hrsg.: Schleiermacher Handbuch. Mohr, Tübingen 2017, ISBN 978-3-16-150350-4.
- Glaube in der Kirchengeschichte – Zu den geschichtlichen Wandlungen eines Zentralbegriffs der christlichen Religion. In: Friedrich W. Horn (Hrsg.): Glaube. Mohr, Tübingen 2018, S. 65–131.
- Varianten protestantischen Subjektivitätsdenkens. Zum Glaubensbegriff bei Luther und Schleiermacher, in: J. Dierken, A. v. Scheliha, S. Schmidt (Hrsg.): Reformation und Moderne (= Schleiermacher Ausgabe, Bd. 27), Berlin/Boston 2018, S. 279–308.
- Friedrich Daniel Ernst Schleiermacher. In: Gerald Hartung (Hrsg.): Die Philosophie des 19. Jahrhunderts. Bd. 1/1: Deutschsprachiger Raum 1800–1830. Schwabe, Basel 2020 (= Grundriss der Geschichte der Philosophie), S. 349–375.